# Jacob Matlala
Jacob Matlala est un boxeur sud-africain né le 8 janvier 1962 à Soweto et mort le 7 septembre 2013.

## Carrière
Passé professionnel en 1980, il devient champion d'Afrique du Sud des poids mi-mouches en 1983 et 1990 mais perd par KO lors d'un championnat du monde IBF des poids mouches l'année suivante face à Dave McAuley. Le 15 mai 1993, il remporte toutefois le titre WBO de la catégorie aux dépens de Pat Clinton, titre qu'il perd le 11 février 1995 contre Alberto Jimenez. 
Matlala choisit de poursuivre sa carrière dans la catégorie de poids inférieure et s'empare le 18 novembre 1995 de la ceinture de champion du monde des poids mi-mouches WBO après sa victoire aux points contre Paul Weir. Il remporte le combat revanche puis bat Mickey Cantwell le 8 février 1997 avant de laisser son titre vacant. Le sud-africain s'incline en 2000 face à son compatriote Masibulele Makepula lors d'un autre championnat WBO des poids mi-mouches puis met un terme à sa carrière de boxeur deux ans plus tard sur un bilan de 53 victoires, 13 défaites et 2 matchs nuls.

## Référence
1. ↑  (en) « Baby Jake Matlala dies », sur Sport, 7 décembre 2013 (consulté le 11 novembre 2019)
2. ↑  (en) Dave McAuley vs. Jacob Matlala (boxrec.com)